# Neoimperialism
Neoimperialismul caracterizează din punct de vedere istoric o perioadă a expanisiunii coloniale a marilor puteri europene, Statelor Unite și Japoniei la sfârșitul secolului al XIX-lea și începutul celui de-al XX-lea.
Această perioadă a fost caracterizată printr-o competiție fără precedent între marile puteri pentru acapararea de teritorii de peste mări. În acele timpuri, statele s-au concentrat pe construirea unor imperii coloniale cu ajutorul celor mai noi tehnologii și descoperiri științifice, lărgindu-și teritoriile prin cuceriri și îmbogățindu-se prin exploatarea resurselor din zonele ocupate. 
În perioada neoimperialismului, puterile occidentale și Japonia au ocupat aproape întreaga Africă și teritorii întinse din Asia. Noul val al imperialismului a avut ca rezultat crearea de rivalități între marile puteri, accentuarea cererii pentru noi piețe de desfacere și surse de materii prime și crearea unui mit al „misiunii civilizatoare”. Cele mai multe dintre coloniile cucerite în această perioadă și-au cucerit independența în timpul perioadei de decolonizare de după al doilea Război Mondial. 
Prefixul „neo” este folosit pentru ca să se facă diferența dintre imperialismul modern și primele forme de imperialism, așa numitul  „prim val al colonizării europene” din secolele al XV-lea – al XIX-lea.
În primul val de colonizare, puterile europene au cucerit și America și Siberia. Mai apoi, europenii au stabilit mai multe avanposturi comerciale în Africa și Asia. 

## Începuturile
Revoluția Americană (1775–1783) și prăbușirea Imperiului Spaniol din America Latină au marcat sfârșitul primei era a imperialismului european. În special în Marea Britanie, aceste evenimente au scos la lumină toate problemele mercantilismului, doctrina naționalismului economic, cu monopoluri ale căror privilegii erau acordate și reglementate de stat, care fusese baza expansiunii imperialiste de până atunci. În 1846, așa numita  „lege a cerealelor” a fost abrogată, iar industriașii au avut doar de câștigat, dat fiind faptul că această prevedere le punea piedici afacerilor. După abrogare, fabricanții au avut numai de câștigat datorită libertății sporite a comerțului. Din acest motiv, Marea Britanie a început să adopte conceptul comerțului liber.

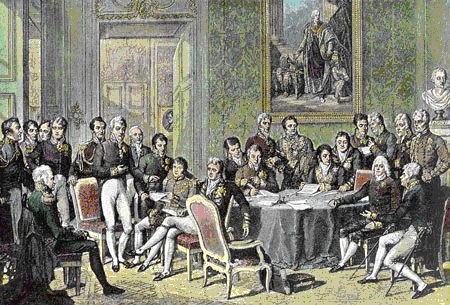
Congresul de la Viena, tablou de Jean-Baptiste Isabey (1819). „Congresul” a fost de fapt o serie de întâlniri bilaterale dintre puterile coloniale. Lucrările congresului au fost folosite pentru reîmpărțirea sferelor de influență

În perioada dintre Congresul de la Viena din 1815 (care a urmat înfrângerii Primului Imperiu Francez) și sfârșitul Războiului franco-prusac din 1871, Marea Britanie a profitat din plin de pe urma faptului că era singura putere industrială modernă. În calitatea de „atelier al lumii”, Marea Britanie putea produce bunuri finite atât de eficient, încât putea să vândă la prețuri mai mici pe piețele străine, furnizând o bună parte dintre bunurile industriale consumate de națiuni puternice precum statele germane, Franța, Belgia sau Statele Unite.
Eroziunea poziției dominante a Marii Britanii după războiul franco-prusac, în timpul căruia o coaliție a statelor germane sub conducerea Prusiei a învins Franța, a fost determinată de economia europeană și mondială și în modificarea echilibrului de putere după prăbușirea Concertului European, așa cum fusese stabilit în timpul Congresului de la Viena. Formarea noilor state naționale german și italian a rezolvat multe dintre problemele teritoriale care îi menținuseră pe potențialii rivali din centrul Europei implicați în lupte interne, situație de care britanicii profitaseră din plin. Perioada anilor 1871 – 1914 avea să fie caracterizată de o pace foarte fragilă. Hotărârea Franței să recapete controlul asupra Alsaciei și Lorenei, anexate de Germania la sfârșitul războiului din 1871, și ambițiile imperialiste tot mai mari ale Germaniei au menținut o stare de latentă de conflict între cele două puteri.
Competiția dintre puterile europene a fost ascuțită de criza economică din 1873–1896, a perioadă lungă caracterizată de deflație, scădere a activității economice, care a pus presiune pe guvernele naționale să sprijine industria națională și să abandoneze principiile comerțului liber (Germania începând din 1879 și Franța din 1881).

### Conferința de la Berlin
Conferința de la Berlin din 1884–1885 a încercat să stopeze competiția dintre puterile imperialiste prin definirea „ocupației efective” drept criteriu al recunoașterii internaționale a pretențiilor teritoriale, în special în Africa. Impunerea guvernării directe, așa cum era înțeleasă prin „ocupația efectivă”, a necesitat recurgerea în mod curent la acțiunile armate împotriva statelor și popoarelor indigene. Revoltele împotriva puterii imperiale au fost înăbușite fără milă, așa cum a fost cazul în războiului împotriva tribului Herero din Africa de Sud-Vest Germană din 1904 – 1907, sau în cazul Rebeliunii Maji Maji din Africa Orientală Germană din 1905 – 1907. Unul dintre obiectivele conferinței a fost negocierea unei acorduri cu privire la comerț, navigație și frontierele din Africa Centrală. Trebuie remarcat că printre delegațiile celor 15 state prezente la conferința de la Berlin, nici una nu reprezenta vreo națiune africană. 
Cele mai importante puteri prezente la conferință au fost Franța, Germania și Portugalia. În timpul conferinței a fost redesenată harta Africii, fără să se ia în considerație frontierele culturale sau lingvistice existente. La sfârșitul conferinței, Africa fusese împărțită în 50 de colonii diferite. Participanții la conferința au stabilit puterile care controlau fiecare dintre aceste colonii. De asemenea, a fost afirmată angajamentul participanților să scoată în afara legii comerțul cu sclavi în Africa. 

### Marea Britanie în această epocă

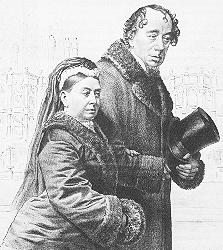
Premierul britanic Benjamin Disraeli și Regina Victoria

În Marea Britanie, neoimperialismul a determinat schimbări economice importante.  
Datorită faptului că Marea Britanie fusese prima care începuse industrializarea, țara a fost mai avansată din punct de vedere tehnologic decât restul competitorilor de-a lungul secolului al XIX-lea. Până la sfârșitul secolului, alte țări precum Germania, Statele Unite, Rusia și Italia s-au apropiat din punct de vedere tehnologic de Marea Britanie și au câștigat o putere economică comparabilă. După câteva decenii în care s-au bucurat practic de monopol industrial, britanicii au fost obligați să intre în lupta pentru păstrarea poziției dominante economic, în timp ce celelalte puteri s-au implicat tot mai mult în comerțul internațional. În 1870, Marea Britanie deținea 31,8% din capacitatea mondială de producție, în vreme ce Statele Unite dețineau 23,3% iar Germania 13,2%. Până în 1910, capacitatea de producție britanică a scăzut la 14,7%, în vreme ce cea amerincană crescuse la 35,3%, iar cea germană la 15,9%. În vreme ce SUA și Germania se impuneau tot mai puternic pe plan economic, ele au devenit tot mai active pe plan internațional, ceea ce a obligat Marea Britanie să se lupte să mențină volumul comerțului și investițiilor în străinătate.
Pe plan internațional, britanicii au avut la începutul secolului al XX-lea relații tot mai încordate cu trei puteri expansioniste – Japonia, Germania și Italia. Până în 1939, aceste trei puteri nu au amenințat direct Regatul Unit, dar acțiunile lor au pus indirect în primejdie Imperiul Britanic. Britanicii își se simțeau amenințate coloniile din Orientul Îndepărtat și India și Noua Zeelandă de acțiunile Japoniei Italia avea interese coloniale în Africa de Nord, ceea ce amenința legătura Londrei cu Egiptul, iar dominația Germaniei asupra continentului european amenința securitatea britanicilor într-o măsură crescută. Britanicii se temeau că puterile expansioniste aveau să provoace instabilitate internațională, iar diplomația Londrei a urmărit păstrarea statu-quo-ului într-o lume aflată în schimbare rapidă. În condițiile amenințărilor la adresa stabilității și posesiunilor sale, Regatul Unit a decis să adopte o politică de concesiuni și nu una de rezistență, aceasta devenind cunoscută ca „împăciuitorism”.
În Regatul Unit, epoca neoimperioalismului a afectat atitudinea opiniei publice față de ideea imperialismului însuși. Cea mai mare parte a opiniei publice credea că atâta vreme cât imperialismul este o realitate, cel mai bine ar fi ca Londra să fie forța din spatele lui. Aceeași oameni credeau în continuare că imperialismul britanic era o forță a binelui în lume. În 1940, Fabian Colonial Research Bureau afirma că Africa are mari șanse să se dezvolte atât pe plan economic cât și social, dar până când se va ajunge la un anumit grad de dezvoltare, este bine ca acest continent să rămână sub controlul puterilor imperiale, în principal fiind vorba de Imperiul Britanic. O personalitate a culturii britanice precum Rudyard Kipling și exprimat în mod public în poemul „The English Flag" din 1891 sprijinul lui pentru acțiunile imperialiste ale guvernului britanic.
În această poezi, Kipling considera că britanicii care luau parte activ la acțiunile imperialiste cunoșteau mai mult despre identitatea națională britanică decât cei care își petreceau exclusiv în capitala imperială. Deși existau cercuri antiimperialiste de opoziție în Regatul Unit la sfârșitul secolului al XIX-lea și începutul celui de-al XX-lea, rezistența împotriva imperialismului era practic inexistență la nivelul întregii țări. Se poate aprecia că, din multe puncte de vedere, această nouă formă de imperialism a format o parte a identității britanice până spre sfârșitul celui de-a doua conflagrații mondiale.

## Implicații sociale
Neoimperialismul a imprimat o nouă imagine socială a colonialismului. Rudyard Kipling, de exemplu, insista într-un poem ca Statele Unite să preia povara omului alb (The White Man's Burden) de aducere a civilizației altor popoare, indiferent dacă aceste „alte popoare” doresc să fie civilizate sau nu. Aceasta ilustrează foarte clar atitudinea opiniei publice britanice față de problema colonialismului. În timp ce teoria sociologică cunoscută ca Darwinismul social era foarte populară în numeroase țări din Europa Occidentală dar și în Statele Unite, abordarea paternalistă franceză și portugheză a " misiunii civilizatoare" (în franceză mission civilisatrice, în portugheză missão civilizadora) era populară în rândul multor oameni de stat din Franța dar și din alte țări. În ciuda aparentei bunăvoințe a așa numitei „poveri a omului alb”, consecințele imperialismului întreceau presupusele beneficii. 
Guvernele au devenit tot mai peternaliste în metropole și au neglijat libertățile individuale ale cetățenilor. Cheltuielile militare au crescut, iar imperialismul a dus la apariția unor clienți din rândurile elitelor conducătoare de peste graniță, care erau brutale și corupte, consolidându-și puterea prin blocarea tuturor dezvoltărilor economice și modificărilor sociale care se intersectau cu propriile interese. Această stare de fapt a dus la apariția sau accentuarea în metropole a rasismului și xenofobiei.

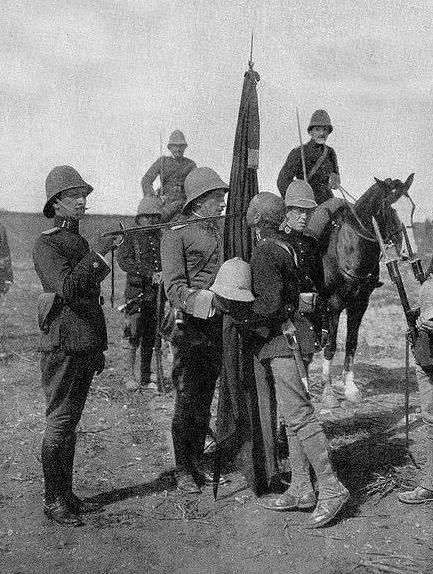
Soldați indigeni africani depun jurământul pe drapelul spaniol. Armatele europene aveau să înroleze bărbați indigeni, care aveau să sprijine puterile coloniale pentru controlarea propriilor teritorii

Numeroase orașe europene au avut avantaje importante de pe urma expansiunii colonialiste. Marile companii financiare și industriale au primit sprijinul imperial pentru protejarea investițiile de peste mări împotriva competiției și tensiunilor politice din străinătate, birocrații au primit funcții bănoase în reprezentanțele guvernamentale, ofițerii au avut parte de promovări, iar aristocrația agrară tradițională, deși în declin, au avut șansa să își crească profiturile prin investiții, titluri oficiale și funcții înalte guvernamentale. Toate aceste interese au perpetuat construcția imperială de-a lungul multor ani.
Pentru combaterea sindicalismului, socialismului și a altor mișcări de protest din acea perioadă din Europa și mai târziu din America de Nord, elitele politice au căutat să se folosească de șovinism pentru câștigarea sprijinului a unei părți a clasei muncitoare. Mass media a promovat atitudini șovine în timpul în timpul Războiului hispano-american (1898), Războiului cu burii (1899–1902) sau Răscoalei boxerilor (1900). Istoricul german cu vederi de stânga Hans-Ulrich Wehler a definit imperialismul social drept „devierea către exterior a tensiunilor interne și a forțelor schimbării pentru păstrarea status quo-ului social și politic” și ca pe o „ideologie defensivă” pentru combaterea „efectelor distrugătoare ale industrializării asupra structurii sociale și economice a Germaniei”. Wehler consideră că prin intermediul imperialismului social, guvernul german a reușit să abată atenția publică de la problemele interne și păstreze ordine socială și politică. Elitele conducătoarea au folosit imperialismul social pentru păstrarea unității unei societăți scindate și câștigarea sprijinului popular pentru status quo-ul social. După cum apreciază Wehler, politica colonială germană de la din ultimele două decade ale secolului al XIX-lea a fost primul exemplu de imperialism social în acțiune și a fost urmat de Planul Tirpitz pentru creșterea forței Marinei Germane. Din punctul de vedere al istoricului, organizații precum Societatea Colonială sau Liga Navală nu erau decât instrumente ale guvernului pentru mobilizarea sprijinului publicului. Intențiile germanilor de anexare a unei bune părți a Europei și Africii din timpul primei conflagrații mondiale sunt considerate de către Wehler drept o culme a imperialismului social.
Ideea cuceririi și controlării unor teritorii străini s-a bucurat de o acceptare amplă în rândul populației metropolitane, chiar și în rândul celora care asociau colonizarea imperialistă cu opresiunea și exploatarea. De exemplu, congresul al șaselea al Internaționalei Socialiste. (Amsterdam 19040 a ajuns la concluzia că controlul popoarelor coloniale ar fi trebuit preluat de un viitor guvern socialist, care să le conducă spre independență.

## Asia

### India
În secolul al XVII-lea, oamenii de afaceri britanici au sosit în India și, după ce au ocupat o mică zonă, au fondat East India Company. East India Company a anexat în timp cea mai mare parte a teritoriului indian, începând cu Bengalul în 1757 și terminând cu Punjabul în 1849. Mai multe principate indiene au rămas independente. Această evoluție a fost posibilă datorită vidului de putere format după prăbușirea Imperiului Mogul și moartea împăratului Aurangzeb și creșterea efectivelor britanice din India ca urmare a conflictelor coloniale cu Franța. Apariția cliperului la începutul secolului al XIX-lea a dus la scurtarea voiajului de la șase la trei luni. În această perioadă, britanicii au lansat cabluri telegrafice submarine, permițând transmiterea telegramelor din India și China. În 1818, britanicii controlau cea mai mare parte a subcontinentului indian și au început să își impună voința. Astfel, au fost concepute diferite legi ale succesiuni care permiteau britanicilor să preia controlul asupra unor principate care nu aveau un moștenitor la tron, să le ocupe teritoriul și să le subordoneze armatele, să impună noi taxe și să își asigure controlul monopolist asupra industriei. Pentru creșterea influenței în regiune, britanicii au colaborat de asemenea cu diferiți oficiali indieni. 
Soldații indieni din armata colonială (sepoy), musulmani și hinduși, s-au răsculat în 1857. După înăbușirea acestei revolte de către britanici, India a fost trecută sub controlul direct al coroanei. După obținerea controlului complet asupra Indiei, britanicii au început să modifice aranjamentele financiare ale statelor indiene. La început, europenii trebuiau să plătească pentru textilele și condimentele indiene cu lingouri de metale prețioase. După obținerea controlului politic, britanicii au schimbat structura culturilor din India în favoarea plantelor cerute la export în Europa. În același timp, India a devenit piață de desfacere pentru textilele britanice. În plus, autoritățile britanice au colectat taxe uriașe din închirierea pământurilor și din monopolul asupra producției de sare. Țesătorii indieni au fost înlocuiți treptat de mașinile de tors și țesut, iar culturile alimentare au fost înlocuite cu unele cerute la export precum bumbacul sau ceaiul. 
Britanicii au început construirea unei rețele de căi ferate și de telegraf, sau de sisteme de irigații. Când a fost introdus sistemul de învățământ occidental, indienii au fost puternic influențat de acesta, dar inegalitățile dintre idealurile guvernării britanice și tratamentul aplicat indienilor au devenit foarte vizibile. Ca răspuns la tratamentul discriminatoriu, un grup de indieni școliți au fondat Congresul Național Indian, care avea pe agenda politică tratamentul egal și autoguvernare. 
Istoricul și profesorul John Robert Seeley avea să recunoască „Dobândirea de către noi a Indiei a fost făcută orbește. Nici un lucru mare pe care să îl fi făcut vreodată englezii nu a fost făcut atât de neintenționat sau accidental precum a fost cucerirea Indiei”. Seeley consideră că nu a fost vorba de o cucerire clasică, deoarece nu a fost un act de stat. 
Noile aranjamente administrative, încununate de proclamarea reginei Victoria ca împărăteasă a Indiei dom 1876, a înlocuit în mod efectiv controlul unei companii monopoliste cu cel al unui guvern civil condus de absolvenți ale celor mai importante universități britanice. noua administrație a menținut și a crescut monopolurile deținute de East India Company. Legea sării din 1882 a inclus regulamente care creșteau monopolu guvernului asupra extragerii și vânzării sării. În 1923 a fost emisă o lege care dubla practic taxa pe sare.

### Asia de sud-est
După ce au preluat controlul asupra celei mai mari părți ale Indiei, britanicii și-au extins controlul mai departe în Burma, Malaya, Singapore și Borneo. Aceste colonii au devenit noi surse de materii prime și piețe de desfacere pentru bunurile britanice. 

### Indonezia

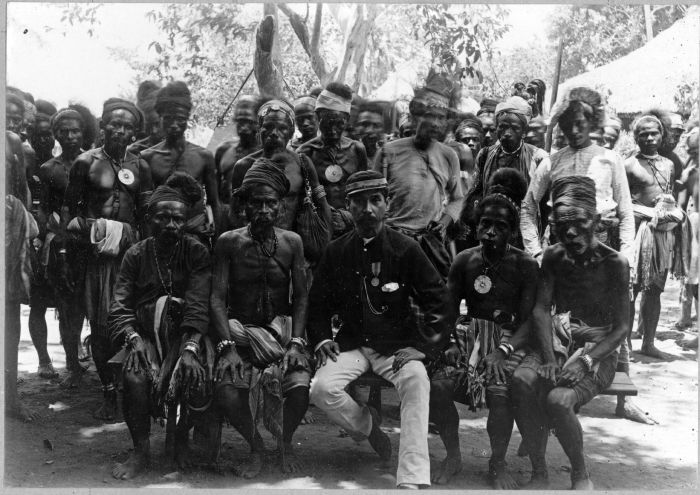
Un oficial al guvernului colonial în negocieri cu șefii de trib, (Pariti, Timor, 1896)

Colonizarea Indiilor Olandeze (Indonezia) a început la începutul secolului al XIX-lea odată cu preluarea posesiunilor Companiei Olandeze a Indiilor de Est (Vereenigde Oostindische Compagnie, VOC) de către statul olandez. Până în acel moment, negustorii VOC erau doar unii din mulțimea de comercianți care acționau în regiune și care își stabiliseră așezări în pozițiile strategice ale arhipelagului. Olanda și-a extins gradual suveranitatea asupra celor mai multe dintre insulele Indiilor de Est. Expansiunea olandeză a luat o pauză în perioada în care britanicii au preluat controlul insulelor în 1806 – 1816, perioadă în care Olanda s-a aflat sub ocupația forțelor franceze napoleoniene. Guvernul olandez în exil în Anglia a cedat controlul coloniilor sale celui britanic. Cu toate aceste, guvernatorul Indiilor de Est Olandeze, Jan Willem Janssens, s-a opus cu arma în mână cedării controlului autorităților britanice. El a fost în cele din urmă înlocuit cu Stamford Raffles.
Indiile de Est Olandeze au devenit cea mai importantă posesiune a Imperiului Olandez. Această colonie nu a fost una tipică, care să fie fondată prin emigrarea masivă din țara –mamă (așa cum au fost SUA sau Australia) și a implicat doar într-o mică măsură strămutarea locuitorilor indigeni, cu excepția dramatică din insulele Banda în timpul erai VOC. Indiile de Est Olandeze nu au fost nici o colonie-plantație exploatată cu sclavi importați (precum Haiti sau Jamaica) sau doar o colonie comercială (precum  Singapore ori Macao). A fost de fapt o extindere a rețelei de puncte comerciale ale VOC. În loc să se folosească de emigrația în masă a locuitorilor din Olanda, numeroasa populație indigenă era controlată prin manipulare politică eficientă, sprijinită de forțele armate. Controlul maselor de indigeni a fost obținută printr-o structură de conducere indirectă, autoritățile olandeze păstrând în funcție șefii locali de trib. Această strategie nu era una nouă, ci data de pe vreme VOC, care acționase de fapt ca o entitate semi-suverană în cadrul statului olandez, care folosise emigranții indo-europeni ca pe o populație tampon .
În 1869, antropologul britanic Alfred Russel Wallace a descris structura guvernare din Indiile Olandeze în cartea lui The Malay Archipelago.
 „Modelul de guvernare adoptată acum în Java este să păstreze o întreagă serie de conducători nativi, de la șefi de sat până la prinți, care, sub numele de regenți, sunt șefii unor districte cam de mărimea unui comitat englez mic. Lângă fiecare regent este plasat un rezident olandez, sau rezident asistent, care este considerat fratele lui mai mare și ale cărui ordine luau forma recomandărilor, care erau pe de altă parte urmate implicit. Împreună cu fiecare rezident asistent este un controlor, un fel de inspector al tuturor conducătorilor nativi inferiori, care vizitează periodic fiecare sat din district, examinează hotărârile tribunalelor băștinașilor, ascultă plângerile împotriva conducătorilor sau a altor șefi băștinași și administrează plantațiile guvernului.”

### Indochina
Franța a anexat Vietnamul și Cambodgia în penultimul deceniu al secolului al XIX-lea. În următoarea decadă, Franța și-a rotunjit posesiunile din Indochina cu anexarea Laosului, lăsând regatul Siamului (Tailanda) ca un tampon între posesiunile britanice și franceze, care se bucura de o independență pusă continuu în primejdie. 

### China

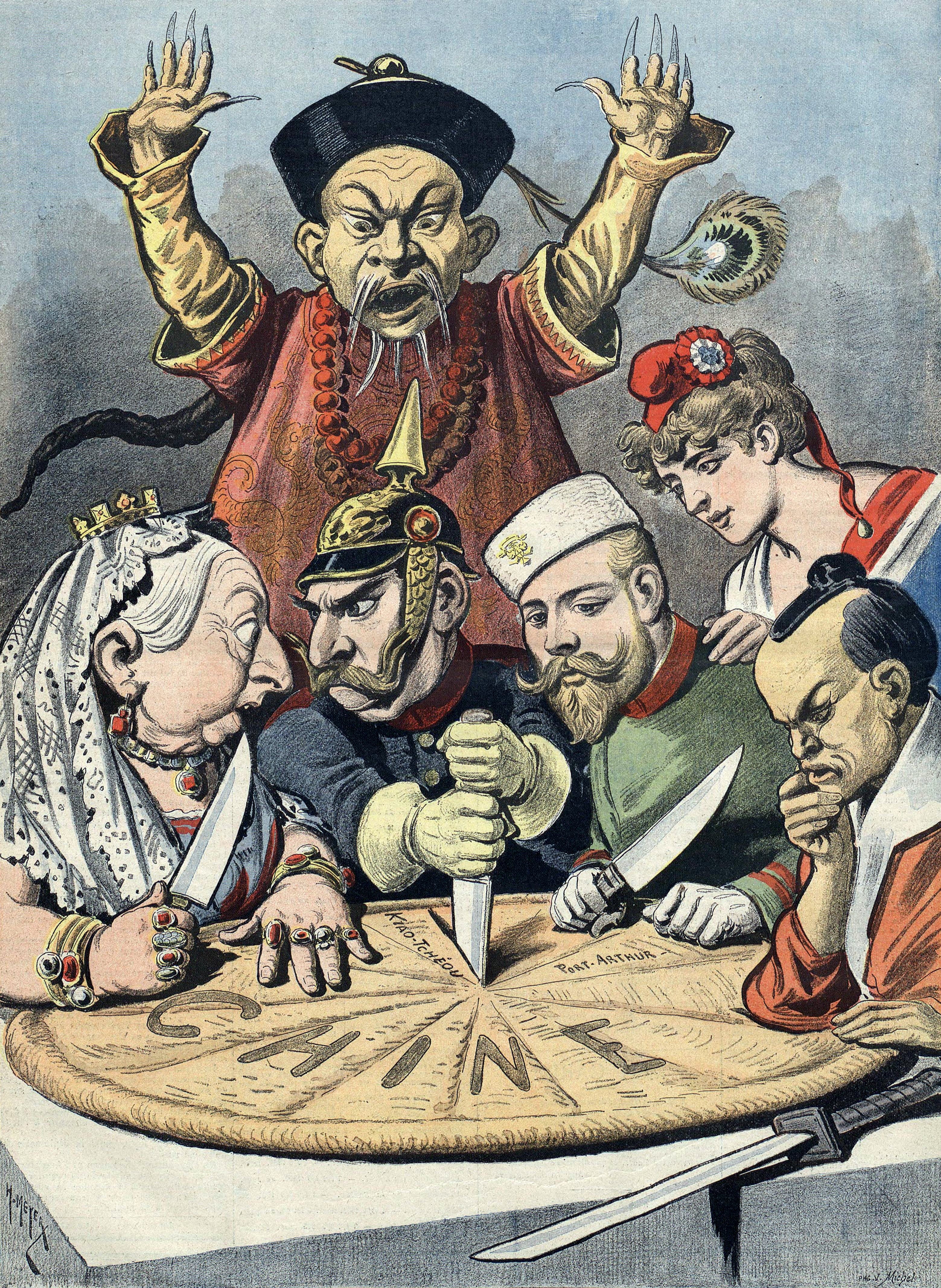
Caricatură politică franceză (1898) – un mandarin speriat privește cum plăcinta „China” este împărțită între regina Regatului Unit Victoria, Kaiserul Wilhelm al II-lea, împăratul Rusiei Nicolae al II-lea, Marianne (figura alegorică a Franței) și împăratul Japoniei Meiji

În 1839, China a trebuit să lupte cu Marea Britanie în Primul Război al Opiului după ce viceregele din Hunan și Hubei, Lin Zexu, a interzis comerțul cu opiu. China a fost învinsă și, în 1842, a semnat Tratatul de la Nanking. 
Insula Hong Kong a fost cedată Angliei, iar anumite porturi, inclusiv Shanghaiul și Guangzhou, au fost deschise rezidenților și comerțului britanici. În 1856, a izbucnit al Doilea Război al Opiului. China a fost din nou înfrântă și a trebuit să semneze Tratatul de la Tianjin (1858) și Convenția de la Peking (1860). China a fost obligată să deschidă noi porturi pentru comerțul internațional și să permită străinilor să călătorească în interiorul țării. De asemenea, a fost acordat misionarilor dreptul să propage creștinismul. Statele Unite și Imperiul Rus au obținut anumite avantaje prin semnarea unor tratate separate. 
Spre sfârșitul secolului al XIX-lea, China părea că se îndreaptă spre destrămarea teritorială și vasalitate economică, o soartă asemănătoare cu a Indiei. Câteva prevederi ale acestor tratate au provocat amărăciune și umilință de lungă durată în rândul chinezilor:extrateritorialitatea (adică într-o dispută cu o persoană chineză, un occidental a avut dreptul să fie judecat într-o instanță conform legilor din propria sa țară ), reglementările vamale și dreptul navelor străine de război să staționeze în apele teritoriale chineze. 
În 1904, britanicii au invadat Lhasa, a lovitură preventivă împotriva presupuselor intrigi rusești, care ar fi urmat să primească de la chinezi controlul asupra Tibetului. Dalai Lama a fugit în exil în China și Mongolia. Britanicii erau foarte îngrijorați de perspectiva unui atac rusesc împotriva colonie coroanei India. De fapt, Rusia era foarte slăbită în urma înfrângerii din războiul cu Japonia și a mișcărilor revoluționare din interior și nu reprezenta o amenințare reală pentru britanici.
Dezastrele naturale, foametea și rebeliunile interne au slăbit China în continuare. La sfârșitul secolului al XIX-lea, Japonia și Marile Puteri au obținut cu ușurință de la chinezi concesiuni comerciale și teritoriale. Toate acestea erau umilințe greu de îndurat pentru manciurienii care guvernau China și care fuseseră puternici odinioară. Lecția războiului ruso-japonez a fost însă bine învățată de toate puterile – o națiune asiatică care adopta tehnologia și metodele producției industriale occidentale putea învinge a mare putere europeană. Jane E. Elliott a considerat simpliste afirmațiile conform cărora China a refuzat să se modernizeze sau era incapabilă să învingă armatele occidentale. Ea a subliniat că China începuse la sfârșitul secolului al XIX-lea, după o serie de eșecuri militare, o acțiune masivă de modernizare a armatei. Astfel a fost cumpărat armament din țările occidentale și au fost construite propriile arsenale, așa cum a fost cel din Hanyang din timpul Răscoalei boxerilor. În plus, Elliott a pus la îndoială afirmația conform căreia societatea chineză a fost traumatizată de victoriile occidentale, de timp ce țăranii chinezi (90% din populația țării la acea vreme) trăiau în afara concesiunilor și își continuau viața de zi cu zi fără să resimtă nici un fel de „umilință”.
Ziaristul britanic Demetrius Charles de Kavanagh Boulger a sugerat chiar că ar fi existat o alianță britanico-chineză pentru stăvilirea expansionismului rusesc în Asia Centrală. 
În timpul crizei râului Ili, când China se pregătea să declare război Rusiei, ofițerul britanic Charles George Gordon a fost trimis în China să consilieze armata chineză în cazul unui eventual conflict.
Rușii urmăreau cu îngrijorare dezvoltarea arsenalului modern chineze în timpul crizei Ili. Chinezii cumpăraseră mii de puști germane. În 1880, cantități uriașe de echipamente militare și puști au fost transportate pe calea apei din Antwerp. China a cumpărat torpile, piese de artilerie și 260.260 de puști moderne de la diferiți producători europeni.
Trimisul militar rus D. V. Putiatia a vizitat China în 1888 și a descoperit că în Manchuria, de-a lungul frontierei ruso-chineze, soldații chinezi părea capabili să adopte tacticile europene în anumite circumstanțe, iar armata chineză era dotată cu echipament modern – tunuri Krupp, carabine Winchester și puști Mauser.
Kârgâzii musulmani din China se bucurau de mai multe drepturi decât cei din teritoriile controlate de Rusia. Coloniștii ruși avuseseră conflicte sângeroase cu kârgâzii nomazi, ceea ce i-a făcut pe responsabilii militari și politici ruși să considere că în cazul unui conflict, kârgâzii aveau să se alieze cu chinezii. Kârgâzii musulmani erau convinși că în cazul unui război, China putea să înfrângă Rusia.
Dinastia Qing a reușit să oblige Rusia să cedeze teritoriul disputat prin semnarea Tratatului de la Sankt Petersburg din 1881, eveniment care a fost considerat în occident ca o victorie diplomatică a împăratului Chinei. Rusia a ajuns la concluzia că China reprezintă o amenințare militară care trebuie luată în seamă.  Mass media occidentală prezenta China ca pe o putere militară în creștere, date fiind programele de modernizare, și ca o amenințare importantă la adresa lumii occidentale, invocând temerile cu privire la posibila cucerire de către chinezi a coloniilor europene precum Australia.
Opiniile specialiștilor în relațiile cu China, presa rusească, amenințarea cu revolta internă, statutul de paria provocat de Congresul de la Berlin, starea negativă a economiei ruse au determinat Rusia să cedeze, să negocieze cu China în Sankt Petersburg și să returneze cea mai mare parte din regiune Ili Chinei
Istoricii au apreciat vulnerabilitatea și incapacitatea dinastiei Qing de răspuns la amenințarea imperialismului străin în secolul al XIX bazându-se în principal pe slăbiciunea marinei sale, fără să ia în calcul succesele sale militare împotriva puterilor occidentale în luptele terestre. Istoricul Edward L. Dreyer a afirmat „Umilințele suferite de China secolului al XIX au fost puternic legate de slăbiciunile și eșecurile pe mare. La începutul Războiului Opiului, China nu avea o flotă unificată și nu înțelegea ce vulnerabilă era la atacurile de pe mare; forțele britanice au navigat oriunde au vrut să meargă… În al Doilea Război al Opiului (1856–60), chinezii nu au avut nicio posibilitate să împiedice înaintarea flotei franco-britanică din 1860 și debarcările din apropierea Beijingului. În același timp, forțele terestre chineze, deși nu erau echipate la cele mai moderne standarde, au reușit să zdrobească rebeliunile interne, au determinat Rusia să accepte pacea în disputa de frontieră din Asia Centrală și a învins forțele franceze în bătăliile terestre din timpul războiului chino-francez (1884–1885). Dar înfrângerea flotei și amenințarea rezultată asupra traficului naval spre Taiwan au forțat China să încheie pacea în termeni nefavorabili.”
Consulii britanic și rus au complotat unul împotriva celuilalt la Kashgar.
În 1906, Nicolae al II-lea al Rusiei a trimis o misiune secretă în China să strângă informații despre eforturile de modernizare ale dinastiei Qing. Sarcina a fost dată colonelului Carl Gustaf Emil Mannerheim, viitorul mareșal al Finlandei, în acea perioadă colonel în armata rusă, care a călătorit în China cu sinologul francez Paul Pelliot. Mannerheim, care folosea un pașaport finlandez, pretindea că este colecționar de artă chineză și etnograf. (Finlanda era, în acele tipuri, Marea Ducat în cadrul Imperiului Rus). 
Timp de doi ani, Mannerheim a călătorit prin Xinjiang, Gansu, Shaanxi, Henan, Shanxi și Mongolia Interioară până la Beijing. El a avut șansa să îl întâlnească pe cel de-al 13-lea Dalai Lama pe muntele sacru budist Wutai. În vreme ce Mannerheim își ducea la îndeplinire misiunea, în 1907, rușii și britanicii au semant Convenția Anglo-Rusă, punând capăt perioadei de confruntări cunoscută ca „The Great Game”> 
Corespondentul de presă Douglas Story a urmărit forțele terestre chineze în 1907 și a lăudat calitățile lor militare.
Transformarea Japoniei într-o putere imperială după Restaurația Meiji a dus la subjugarea Chinei. După o dispută cu privire la controlul asupra Coreei, a izbucnit războiul din 1894-1895, care s-a încheiat cu o nouă înfrângere umilitoare pentru China. Prin semnarea Tratatului de la Shimonoseki, China a recunoscut ieșirea Coreei din sfera sa de influență, ceea ce a dus la proclamarea Imperiului Coreean și a acceptat cedarea Taiwanului către Japonia. 
În 1897, profitând de uciderea a doi misionari catolici, Imperiul German a pretins și a primit o serie de concesiuni miniere și de transport rutier în jurul  Golfului Jiaozhou în provincia Shandong. n 1898, Rusia a obținut acces la Dairen și Port Arthur și dreputul să constuiască o cale ferată în Manciuria, reușind să își extindă dominația asupra unei mari părți a Chinei de nord-est. Regatul Unit, Franța și Japonia au obținut la rândul lor o serie de concesiuni în anul care a urmat. 
În acea perioadă, China a fost divizată în mai multe sfere de influență:Germania domina peninsula Shandong și valea Fluviului galben; Rusia domina Peninsula Liaodong și Manciuria; Regatul Unit domina Weihaiwei și valea fluviului Yangtze; Franța domina Guangzhouwan și câteva provincii sudice învecinate cu Indochina Franceză. 
China a fost divizată între acest sfere de influență până când SUA, care nu controla niciun teritoriu, au fost alarmante ca afaceriștii americani să nu fie excluși de pe piețele chinezești. În 1899, Secretarul de Stat John Hay a cerut marilor puteri să fie de acord cu o politică a privilegiilor comerciale egale. În 1900, mai multe puteri au căzut de acord asupra acceptării propunerii americane, ceea ce a dus la apariția politicii "ușilor deschise", care prevedea angajamentul pentru liberul acces comercial și oprirea oricăror tentative de ocupări ale teritoriului chinezesc. În cele din urmă, s-a dovedit că era în interesul puterilor europene ca să existe în continuare un guvern chinez independent, dar slab. Privilegiile europenilor în China au fost garantate prin tratate semnate cu guvernul chinez. În cazul în care guvernul dinastiei Qing s-ar fi prăbușit, toate privilegiile negociate ar fi fost pierdute. 
Pierderea treptată a suveranității a contribuit la formidabila răscoală xenofobă și anticreștină din iunie 1900, când membrii societății secrete Yìhéquán (Pumnii armoniei și dreptății) au atacat cartierul ambasadelor străine din Beijing. Răscoala a produs în mod neașteptat armonie printre puterile coloniale, care au format Alianța celor opt națiuni. La Tianjin au debarcat trupe, care au mărșăluit către capitală și care au cucerit Beijingul pe 14 august. Trupele străine au ocupat capitala pentru mai multe rânduri, timp în care au fost comise numeroase jafuri. Soldații germani au fost cei mai violenți, executând misiuni de pedepsire după uciderea ambasadorului Clemens von Ketteler. Cu această ocazie, Rusia și-a întărit controlul asupra Manciuriei, control pe care l-a pierdut la sfârșitul războiului din 1904-1905. 
Deși jurisdicția extrateritorială a fost abandonată de Regatul Unit și Statele Unite în 1943, controlul politic extern al unor părți ale Chinei s-a încheiat doar după încorporarea Hong Kong-ului și micului teritoriu portughez Macau în Republica Populară Chineză în 1997, respectiv 1999.
Istoricii chinezi se referă la această perioadă cu numele de „secolul umilinței. 

### Asia centrală

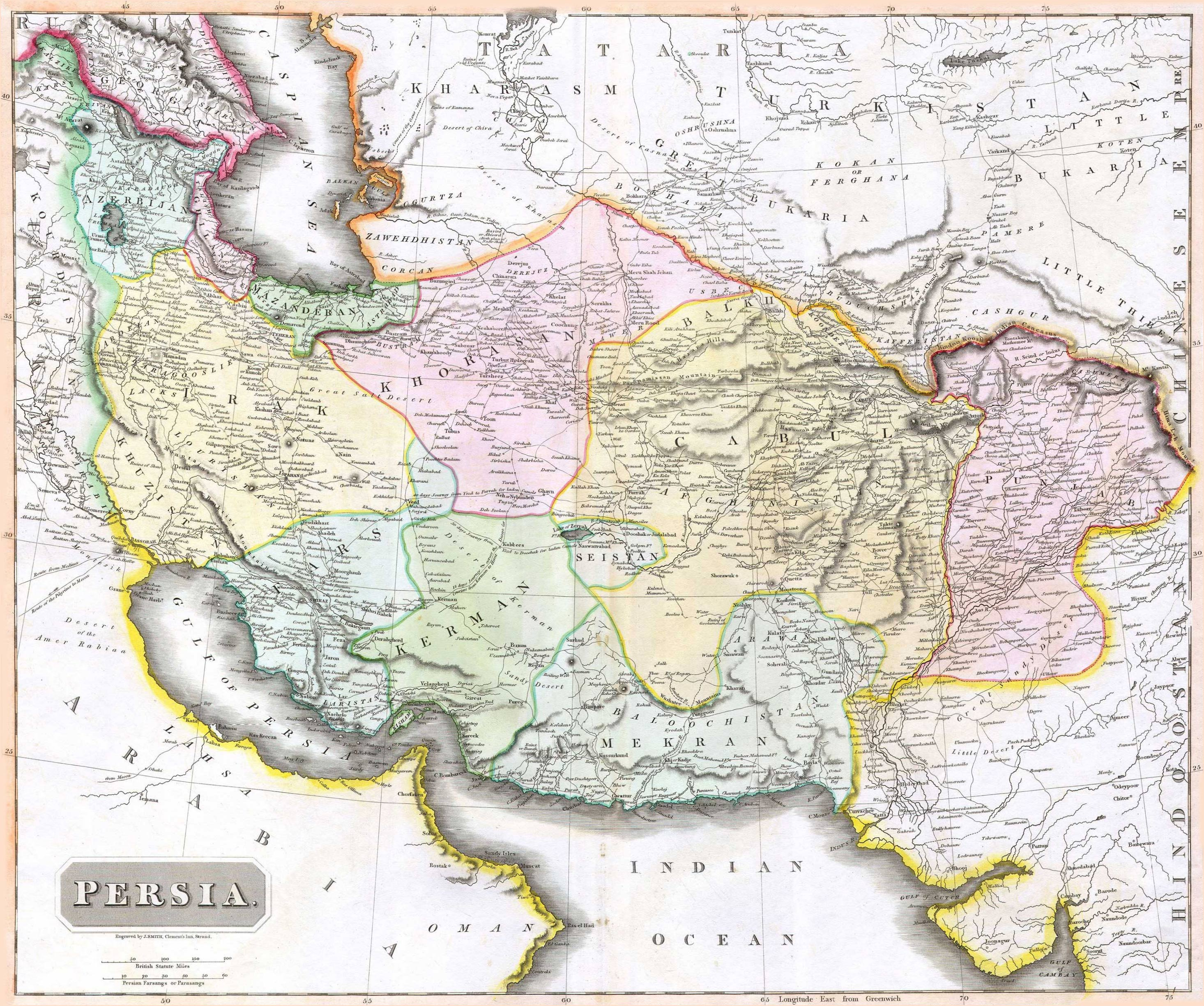
Persia la începutul „Marelui Joc”, 1814

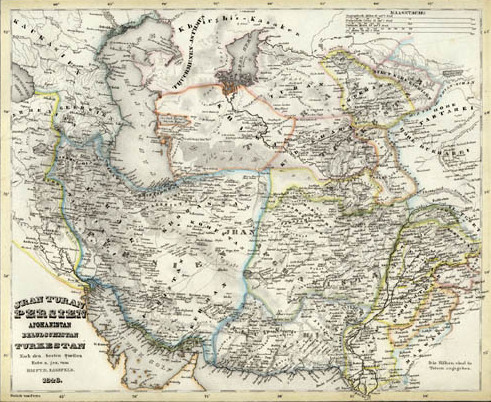
Asia Centrală pe la anul 1848

„The Great Game” (numit în rusă Турниры теней Turnirul umbrelor) a fost conflictul economic, strategic și politic dintre Imperiul Britanic și Imperiul Rus pentru supremație în Asia Centrală, de pe urma căruia au suferit Afganistanul, Persia și hanatele și emiratele din Asia Centrală. 
Perioada clasică a Marelui Joc se întinde aproximativ de la semnarea tratatul de pace ruso-persan din 1913 până la încheierea Convenției anglo-ruse din 1907. O nouă perioadă mai puțin intensă a „jocului” a urmat după revoluția bolșevică din 1917, în timpul căreia au avut loc tulburări în Persia și Afganistan până în deceniul al treilea al secolului trecut. 
În perioada de după încheierea celei de-a doua conflagrații mondiale, termenul a fost folosit pentru descrierea mașinațiunilor geopolitice al Marilor puteri și a puterilor regionale pentru cucerirea influenței în regine, în special în Afganistan și Iran. 

## Africa
Între 1850 și 1914, Regatul Unit a controlat aproximativ 30% din populația Africii, Franța 15%, Germania 9%, Belgia 7% și Italia 1%. Doar din Nigeria, monarhul britanic avea 15 milioane de supuși, mai mult decât toată populația Africa Franceză Occidentală sau întregul imperiu colonial german. În 1914, singurele regiuni care nu erau controlate de puterile europene erau Liberia și Etiopia.

### Coloniile britanice
Ocuparea oficială a Egiptului de către britanici în 1882, motivată de temerile cu privire la siguranța traficului pe Canalul Suez, a contribuit la preocuparea Londrei pentru asigurarea controlului asupra cursului fluviului Nil. Ca urmare, englezii au cucerit Sudanul învecinat în 1896-1898, acțiune care a dus la o confruntare cu expediția militară franceză în Fashoda din septembrie 1898. Începând cu 1814 și până în 1899, britanicii au ocupat teritoriul care avea să devină Africa de Sud - Colonia Capului, Transvaal și Statul Liber Orange. British South Africa Company ocupase deja teritoriul de la nord, rebotezat Rhodesia în cinstea lui Cecil Rhodes. 
Cuceririle britanice din Africa de est i-au făcut pe Cecil Rhodes și pe Alfred Milner, Înaltul Comisar pentru Africa de Sud, să devină susținătorii ideii unui „imperiul de la Cape la Cairo” – o serie continuă de posesiuni britanice legate în mod sigur de căi ferate, de la Canalul Suez până în sudul Africii, bogat în minerale. Control belgian asupra Statul Independent Congo și cel german asupra Africii Orientale Germane împiedica o asemenea dezvoltare până la sfârșitul primei conflagrații mondiale, când Londra a primit colonia germană. 
Lupta britanicilor pentru bogățiile Africii de sud – în principal pentru diamante – a dus la complicații sociale și efecte negative care aveau să dăinuie peste ani. Afaceriștii britanici au angajat în companiile lor prospere sud-africani de diferite rase. Dar atunci când au fost repartizate, posturile mai bine plătite și mai puțin periculoase au fost alocate albilor, lăsând negrilor munca riscantă și mai slab plătită din mine. Acest proces al separării celor două grupuri sud-africane – albi și negri – a marcat începutul segregării societății sud-africane care a continuat până în 1990. 
În 1914, Regatul Unit, care milita pentru libertatea comerțului, era nu numai puterea cu cel mai întins imperiu de peste mări, în principal datorită stăpânirii pe termen lung asupra Indiei, dar era puterea cu cele mai importante câștiguri în Africa, reflectând poziția avantajoasă avută încă de la începutul procesului de colonizare. 

### Statul Independent Congo
Până in 1876, Belgia nu era o putere colonială în Africa. Regele Leopold al II-lea este cel care a pus bazele Asociației internaționale africană. Aceasta funcționa sub acoperirea unei societăți științifice și filantropice, dar era de fapt o companie privată deținută de Leopold. Henry Morton Stanley a fost angajat să exploateze și să conducă colonizarea teritoriile bazinului fluviului Congo din Africa ecuatorială. Bogățiile pe care belgienii urmau să le exploateze erau fildeșul, cauciucul natural, diamantele și diferite metale. Până la belgieni, valea fluviului Congo fusese neexploatată, datorită pragurilor și cascadelor care făceau să fie grea deplasarea pe apă. În doar câțiva ani, Stanley a supus și a semnat tratate cu peste 450 de triburi ale băștinașilor, cucerind aproximativ 2.340.000 km2, de aproape 67 de ori mai mult decât suprafața Belgiei. 
Cum în acea perioadă nici guvernul, nici populația belgiană nu arătau vreun interes pentru colonialism, tot acest teritoriu uriaș a ajuns să fie deținut personal de regele Leopold al II-lea. La Conferința de la Berlin din 1884, regele a primit oficial dreptul de stăpânire asupra a ceea ce a fost numit Statul Independent Congo. Puterile europene au fost de acord cu pretențiile regelui belgian cu condiția expresă ca acesta să suprime comerțul cu sclavi în Africa răsăriteană, să promoveze politicile umanitare, să garanteze comerțul liber și să încurajeze misiunile de creștinare a populațiilor locale. Obiectivul lui Leopold al II-lea era însă obținerea unui profit cât mai mare din exploatarea resurselor naturale ale regiunii, în special din valorificarea fildeșului și cauciucului. natural. Pentru atingerea obiectivelor sale economice, el a emis o serie de decrete, care pot fi considerate în zilele noastre genocid. El a obligat muncitorii locali să îi furnizeze cauciuc și fildeș fără să le plătească în vreun fel aceste mărfuri. Familiile lucrătorilor erau ținute ostatice până când aceștia furnizau cota ordonată de cauciuc sau fildeș. În cazul în care normele nu erau îndeplinite, ostaticii puteau fi executați. Sate întregi, care au refuzat să lucreze, au fost incendiate, copii uciși, iar bărbaților li s-au tăiat mâinile. Aceste brutalități au dus la izbucnirea unor răscoale, care au fost zdrobite cu ușurință de militarii europeni mult mai bine dotați tehnologic și mai bine pregătiți de luptă. Localnicii au încercat să scape de munca forțată fugind în junglă și distrugând plantațiile
Nu există date sigure cu privire la populația din zonă la venirea belgienilor și după aceea, dar există estimări care consideră că aproximativ 10 milioane de oameni au murit datorită represiunilor, foametei și bolilor. However, some sources point to a total population of 16 million people.
Regele Leopold al II-lea s-a bucurat de rate uriașe ale profitului de până la 700%, în special în comerțul cu cauciucul recoltat în Congo. El s-a folosit de măsuri propagandistice pentru a-și convinge partenerii europeni că a respectat toate obligațiunile pe care și le asumase la Conferința de la Berlin. De exemplu, el a adus o echipă de dansatori și cântăreți pigmei din Congo la Târgul Internațional din 1897 din Belgia, prezentând o imagine idilică muncii de civilizare și educare a congolezilor. În ciuda acestor eforturi, guvernul belgian a fost obligat de comunitatea internațională să scoată teritoriului de sub controlul personal al regelui și să anexeze ceea ce avea să fie numit Congo Belgian. 
Prin comparație, dintre toate teritoriile cucerite în timpul neoimperialismului, încălcările drepturilor omului în Statul Independent Congo au fost cele mai grave

## Polinezia

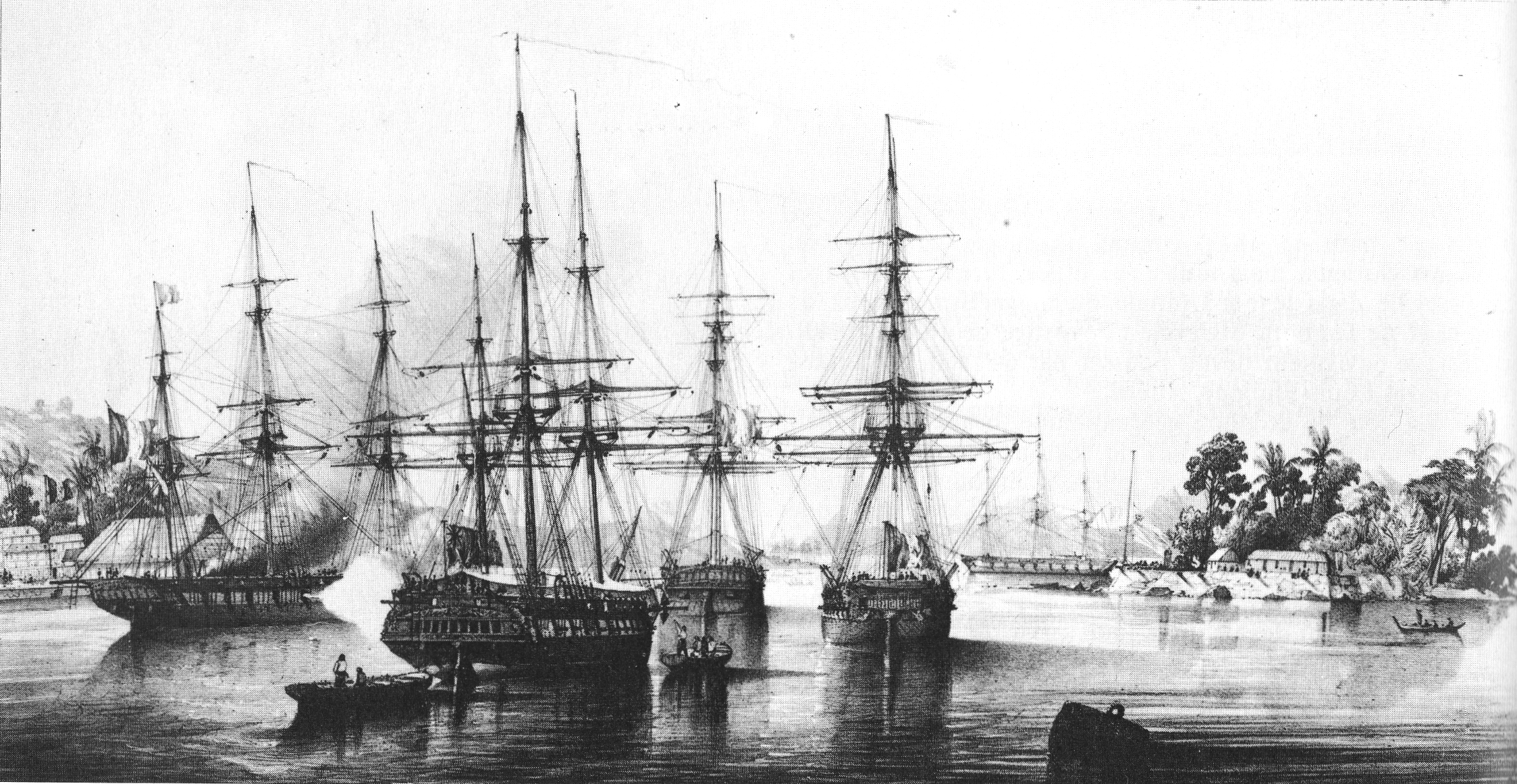
Dupetit Thouars preluând controlul asupra insulei Tahiti pe 9 septembrie 1842.

În Oceania, Franța a câștigat poziția principală ca putere imperială după ce a transformat în protectorate Tahiti în 1842 și Noua caledinie în 1853.
Interesul statului Chile pentru insulele Pacificului datează din timpul mandatului președintelui José Joaquín Prieto (1831-1841), bazat pe ideologia lui Diego Portales, care considera expansiunea chiliană în Polinesia drept o consecință naturală a destinului maritim al țării sale. Cu toate acestea, prima fază a expansiunii țării în Pacific a început doar în 1851, când, după o incursiune americană în Insulele Juan Fernández, guvernul chilian a organizat în mod oficial insula într-o regiunea subordonată orașului Valparaíso. În același an, interesul economic al statului Chile a fost reafirmat după ce a reușit să participe la schimburile de mărfuri agricole dintre portul San Francisco din California și cele din Australia. Până în 1861, Chile reușise să se facă prezentă în porturile din Pacific, pesoul chilian fiind o monedă foarte folosită în toată Polinezia, iar comercianții chilieni activând în Tahiti, Noua Zeelandă, Tasmania sau Shanghai. Chilienii au negociat au negociat acorduri comerciale cu Filipinele Spaniole. De asemenea, au fost semnalate incidente între vânătorii de balene chilieni și americani în Marea Japoniei. Această perioadă s-a încheiat odată cu Distrugerea flotei comerciale chiliene de către navele spaniole în 1866, în timpul [[Războiul Insulelor Chincha|războiului dintre Spania și Peru și Chile
Aspirațiile chiliene au primit un nou impuls după victoria decisivă a forțelor sale în războiul cu Peru în timpul Războiului Pacificului, în urma căruia flota chiliană a rămas forța maritimă dominantă de pe coasta apuseană a Americii de Sud. Valparaíso s-a transformat în cel mai important port de pe coasta pacifică a Americii de Sud, asigurându-le negustorilor chilieni capacitatea de explorare a piețelor oceanului pentru noile bogății minerale obținute de la Atacama. În această perioadă, intelectualul și politicianul chilian Benjamín Vicuña Mackenna (senator al Congresului Național în 1876 – 1885) a fost o voce importantă în favoarea expansionismului în Pacific. El considera că descoperirile spaniole în Pacific fuseseră furate de britanici, iar Chile avea datoria de a crea un imperiu în Pacific care să ajungă până în Asia. În contextul acestei fervori imperialiste, căpitanulPolicarpo Toro a propus în 1886 superiorilor săi anexarea Insulei Paștelui. Propunerea a fost susținută de președintele José Manuel Balmaceda datorită faptului că insula părea să aibă o valoare strategică și economică importantă. Anexarea insulei a fost încheiată odată cu semnarea în 1888a unui acord dintre căpeteniile populației Rapa Nui și Toro, în numele guvernului chilian. Prin ocuparea Insulei Paștelui, Chile s-a alăturat națiunilor imperialiste.(p53)
În jurul anului 1900, toate insule din Pacific se aflau sub controlul britanicilor, francezilor, americanilor, Germaniei, Japoniei sau statului Chile. 

## Rivalitățile dintre puterile imperialiste
Creșterea controlului european asupra Africii și Asiei a adăugat noi dimensiuni rivalităților și neîncrederii reciproce care au caracterizat diplomația internațională în deceniile care au precedat izbucnirea primei conflagrații mondiale. Ocuparea Tunisiei de către Franța în 1881 a fost evenimentul care a declanșat un conflict de cincizeci de ani cu Italia, care avea la rândul ei pretenții asupra acestei țări. Ca urmare italienii au pornit un război comercial cu francezii și s-au orientat spre o alianță cu germanii. Ocuparea Egiptului de către britanici din anul următor a marcat începutul răcirii relațiilor cu Franța. 
Cele mai puternice conflicte ale epocii au fost Războiul hispano-american din 1898 și Războiul Ruso-Japonez din 1904–1905, fiecare fiind semnalul apariției unei noi mari puteri – SUA și respectiv Japonia. Incidentul Fashoda din 1898 a fost cea mai gravă criză în relațiile anglo-franceze, dar Parisul a cedat până la urmă pretențiilor Londrei pentru îmbunătățirea relațiilor dintre cele două puteri. 
Politica britanică în Africa de Sud și acțiunile germane din Orientul Apropiat a contribuit la o schimbare politică dramatică – britanicii, izolați până atunci, s-au aliat cu Japonia mai întâi, iar mai apoi cu Franța și Rusia în Tripla Înțelegere. Eforturile germanilor pentru înfrângerea Triplei Înțelegeri prin contestarea hegemoniei franceze în Maroc a dus la Criza Tangerului din 1905 și Criza Agadirului din 1911. Aceste evenimente au dus la creșterea sentimentelor antigermane în anii care au precedat izbucnirea războiului mondial. În zona Pacificului, conflictele dintre germani și americani și britanici au contribuit la izbucnirea primului și celui de-al doilea război civil din Samoa. 
În 1902-1903, a izbucnit o nouă criză în Venezuela sprijinită de SUA (vezi și Doctrina Monroe) și o coaliție a statelor europene. 

## Motivație

### Umanitarism
Una dintre cele mai cunoscute motivații din spatele neoimperialismului a fost ideea „umanitarism” și „civilizării oamenilor inferiori” din Africa și alte locuri mai puțin dezvoltate. A fost și o motivație religioasă, misionarii creștini fiind îndemnați să îi salveze pe oamenii „necivilizați”, pe baza ideii că popoarele creștine europene erau superioare din punct de vedere moral. Cei mai mulți dintre misionarii care au sprijinit imperialismul erau convinși că religia creștină era singura religie adevărată. Pe de altă parte, misionarii catolici erau în competiție cu cei britanici, care erau protestanți. Imperialismul a ajutat într-o oarecare măsură popoarele din colonii, dacă se ia în considerație faptul că misionarii au militat pentru oprirea comerțului cu sclavi din anumite regiuni. Prin urmare, europenii pretindeau că sunt prezenți în colonii doar pentru că doreau să protejeze grupurile tribale slabe pe care le supuseseră. Misionarii și alți lideri coloniali au militat pentru oprirea unor practici precum canibalismul, căsătoria copiilor și alte „obiceiuri barbare”. Principiile umanitariste imperialiste au fost descrie în poeme precum White Man's Burden. De multe ori, umanitarismul cetățenilor puterilor imperiale era sincer, dar urmărea scopuri greșite. Deși unii imperialiști încearcă să fie sinceri în umanitarismul lor, alegerile lor au avut rezultate dezastruoase pentru zonele și populațiile pe care le cuceriseră.

### Politica etică olandeză

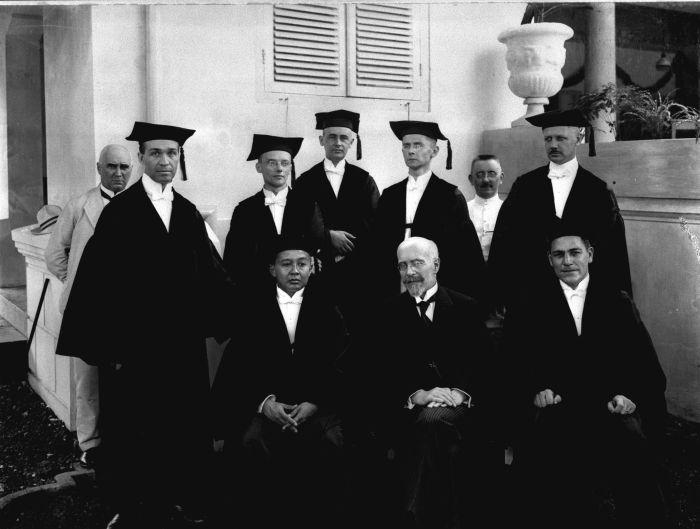
Profesori de drept olandezi, indo-eruopeni și javanezi la deschiderea Rechts Hogeschool în 1924.

Politica etică olandeză (Ethische Politiek)a fost curentul dominant reformist și liberal al politicii coloniale în Indiile de Est Olandeze în secolul al XX-lea. În 1901, regina Wilhelmina a anunțat că Olanda acceptă o răspundere etică pentru bunăstarea supușilor lor din colonii. Această declarație era în contrast puternic cu fosta doctrină oficială conform căreia Indonezia era doar o regine pentru obținerea de profit (wingewest). Această declarație a marcat începutul politicii de dezvoltare modernă implementată și practicată de Alexander Willem Frederik Idenburg, deosebită de cea a altor puteri coloniale, care considerau că misiunea civilizatoare presupunea adoptarea culturii metropolitane de către popoarele coloniale. 
Politica etică olandeză punea accent pe îmbunătățirea condițiilor materiale de viață. Politica aceasta a suferit însă de pe urma subfinanțării, a așteptărilor prea mari și datorită acceptării limitate din partea coloniștilor. Politica etică a ajuns în pragul desființării odată cu declanșarea în 1929 a crizei economice. În ciuda tuturor defectelor sale, politica etică olandeză a dus la crearea unei elite intelectuale indigene capabilă să conceapă liniile directoare ale independenței și să ducă în final la desprinderea țării lor de Olanda. 

## Teorii
„Teoria acumulării” adoptată de Karl Kautsky, John A. Hobson și făcută cunoscută de Vladimir Ilici Lenin s-a centrat pe acumularea surplusului de capital în timpul Revoluției Industriale și a perioadei care i-a urmat. Această teorie consideră că condițiile restrictive din țara de origine a făcut ca să se caute investiții mai profitabile în teritoriile mai slab dezvoltate, unde costurile cu forța de muncă erau mai reduse, existau materii prime neexploatate iar competiția era scăzută. Teoria lui Hobson nu explica și expansiunea colonială a națiunile mai puțin industrializate, cu un surplus de capital scăzut precum Italia, sau a marilor puteri ale secolului următor – SUA și Rusia – care erau de fapt consumatori de împrumuturi de capital străin. De multe ori, militare și birocratice ale ocupației au depășit de multe ori câștigurile financiare. În Africa, (cu excepția a ceea ce avea să devină Uniunea Africii de Sud în 1909), volumul investițiilor capitale ale europenilor au fost relativ mici, atât înainte, cât și după 1880, iar companiile implicate în comerțul tropical african au exercitat o influență politică limitată. 
Immanuel Wallerstein considera în „Teoria sistemului mondial” că imperialismul este o parte a unei extinderi generale, treptate a investițiilor de capital din „nucleul” țărilor industriale către o „periferie” mai puțin dezvoltată. Protecționismul era principalul instrument al statelor „semiperiferice”, proaspăt industrializate precum Germania, care căutau să cucerească poziția britanicilor de „inimă” al sistemului capitalist global. 
Reflectând perspectiva globală a lui Wallerstein până la un punct, istoricul Bernard Porter consideră că adoptarea oficială a imperialismului de către britanici sunt un simptom și un efect al declinului relativ al poziției lor, nu o întărire a poziției. 

### Personalități
- Otto von Bismarck, Germania
- Joseph Chamberlain, Regatul Unit
- Jules Ferry, Franța
- Napoleon al III-lea al Franței
- Victor Emanuel al III-lea al Italiei
- William McKinley, SUA.

## Resurse internet
- J.A. Hobson's Imperialism:A Study:A Centennial Retrospective by Professor Peter Cain
- Extensive information on the British Empire
- British Empire
- The Empire Strikes Out:The "New Imperialism" and Its Fatal Flaws by Ivan Eland, director of defense policy studies at the Cato Institute. (an article comparing contemporary defense policy with those of New Imperialism (1870–1914)
- The Martian Chronicles:History Behind the Chronicles New Imperialism 1870-1914
- 1- Coyne, Christopher J. and Steve Davies. "Empire:Public Goods and Bads" (Jan 2007).
- Imperialism - Internet History Sourcebooks - Fordham University Arhivat în 9 ianuarie 2010, la Wayback Machine.
- The New Imperialism (a course syllabus)
- The 19th Century:The New Imperialism
- 2- Coyne, Christopher J. and Steve Davies. "Empire:Public Goods and Bads" (Jan 2007).